# Scranton (Pennsylvania)
Scranton è una città statunitense, capoluogo della contea di Lackawanna nello Stato della Pennsylvania. A luglio 2019 la città contava 76653 abitanti.
Al centro della valle del fiume Lackawanna, Scranton è il centro maggiore di un'area che deve la sua crescita economica e demografica alla presenza di miniere di carboni fossili.

## Società

### Evoluzione demografica
Abitanti censitiAnno030.00060.00090.000120.000150.00018501890193019702010Popolazione

## Nella cultura di massa
È la città natale dell'attrice Lizabeth Scott e dell'ex presidente degli Stati Uniti Joe Biden.
Nella serie televisiva The Office, Scranton ospita una delle filiali dell'azienda fittizia Dunder Mifflin, dove lavorano i protagonisti della serie, anche se la maggior parte delle scene è stata girata in California.

## Galleria d'immagini

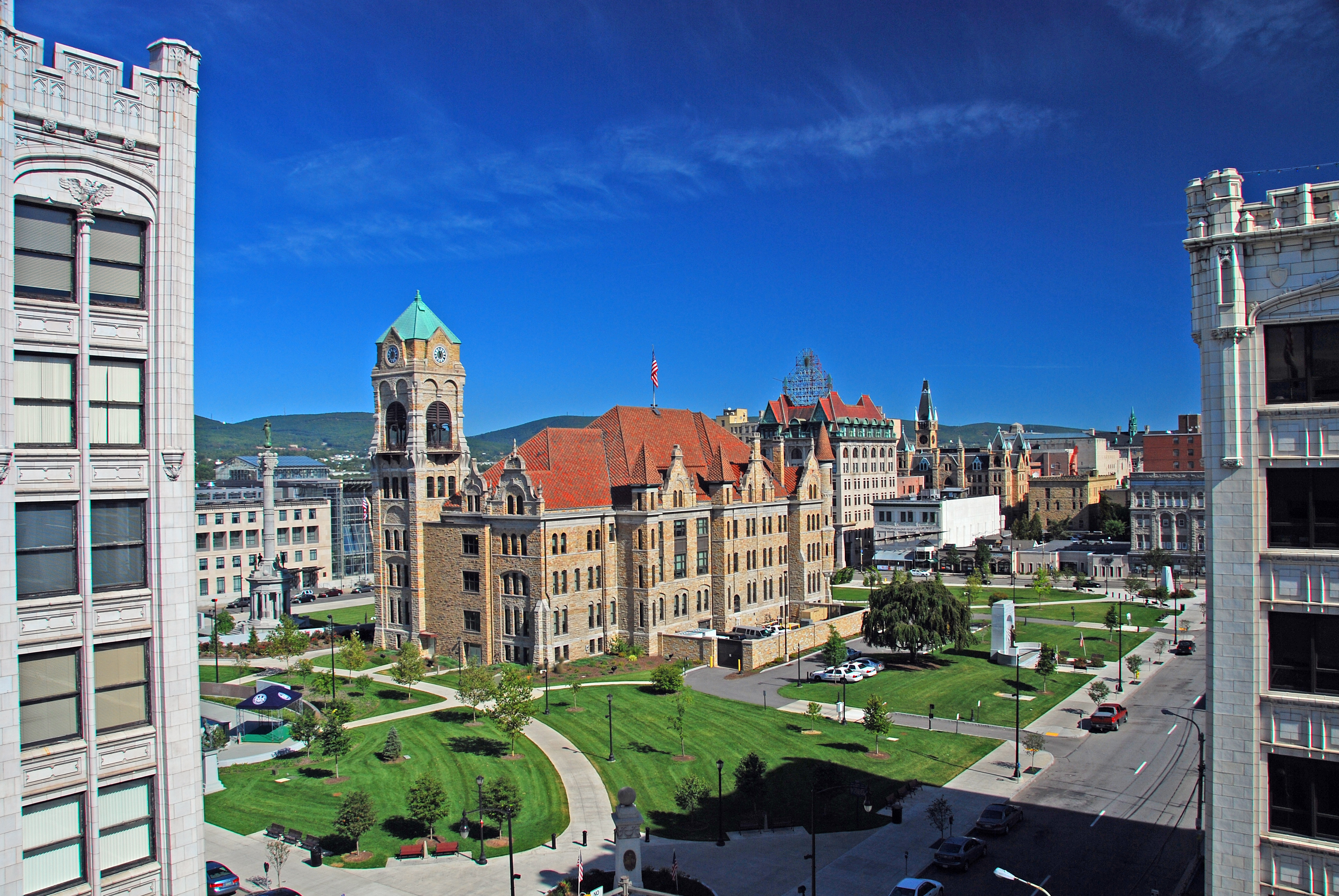
Piazza del tribunale
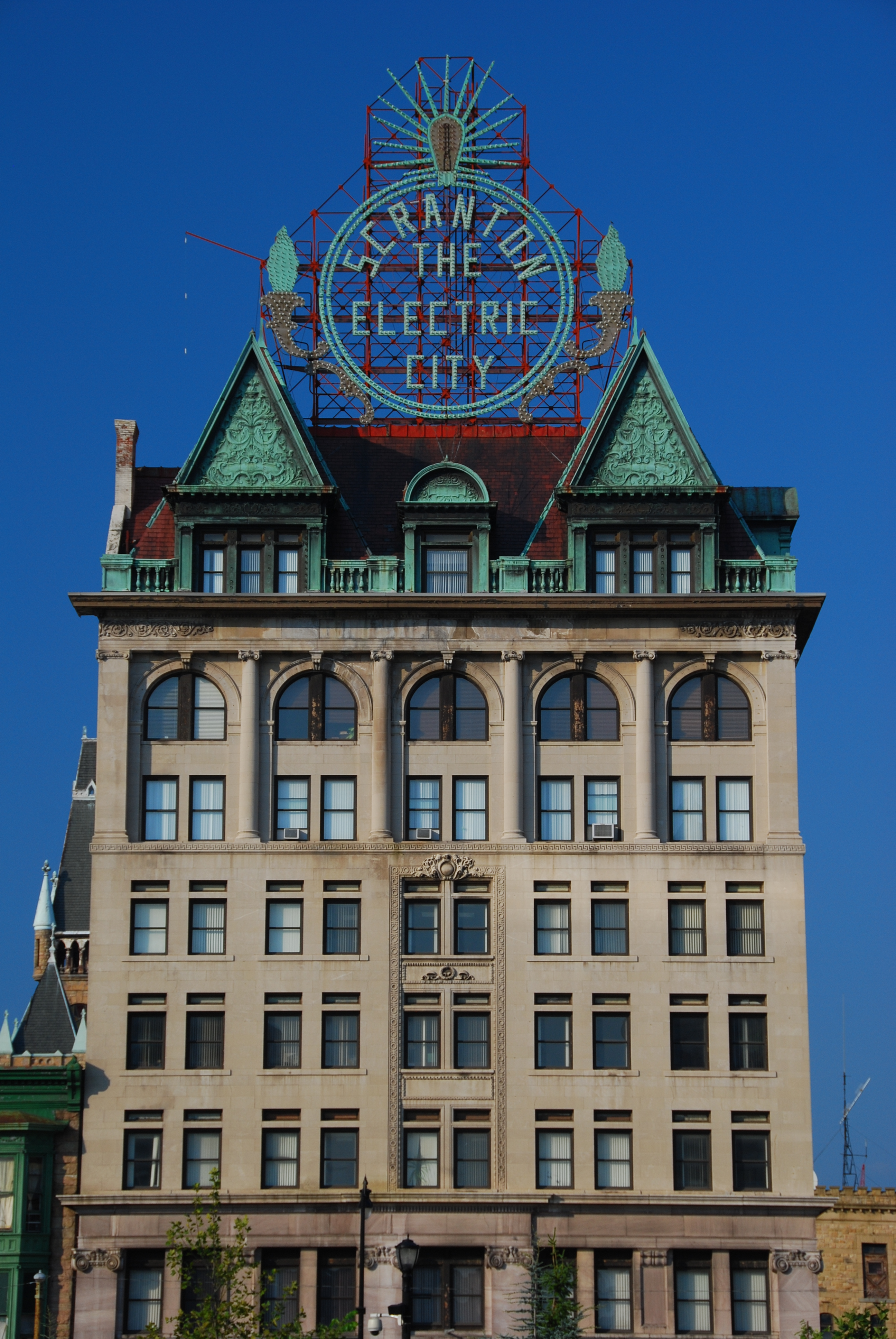
Palazzo Scranton Electric
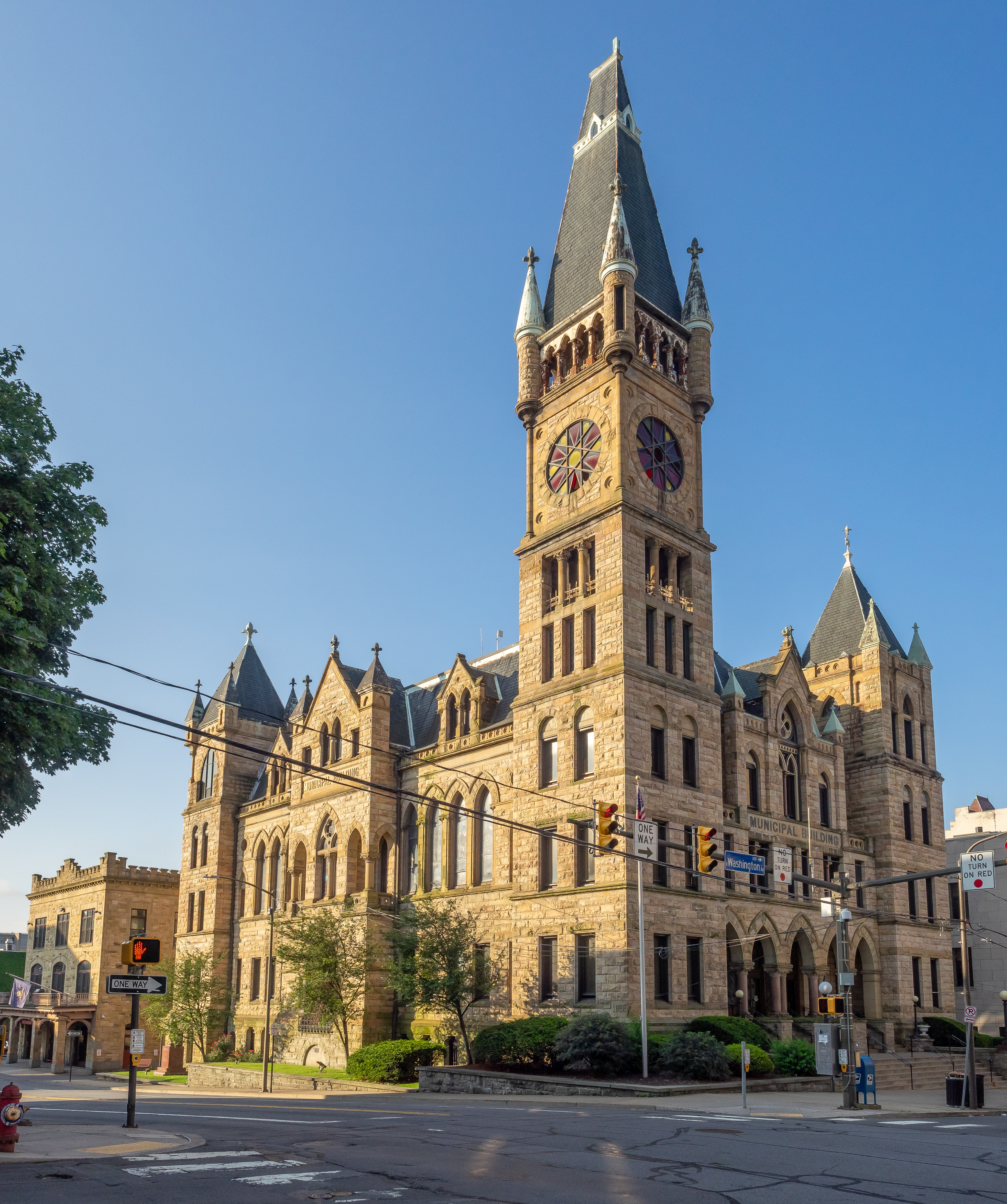
Municipio di Scranton
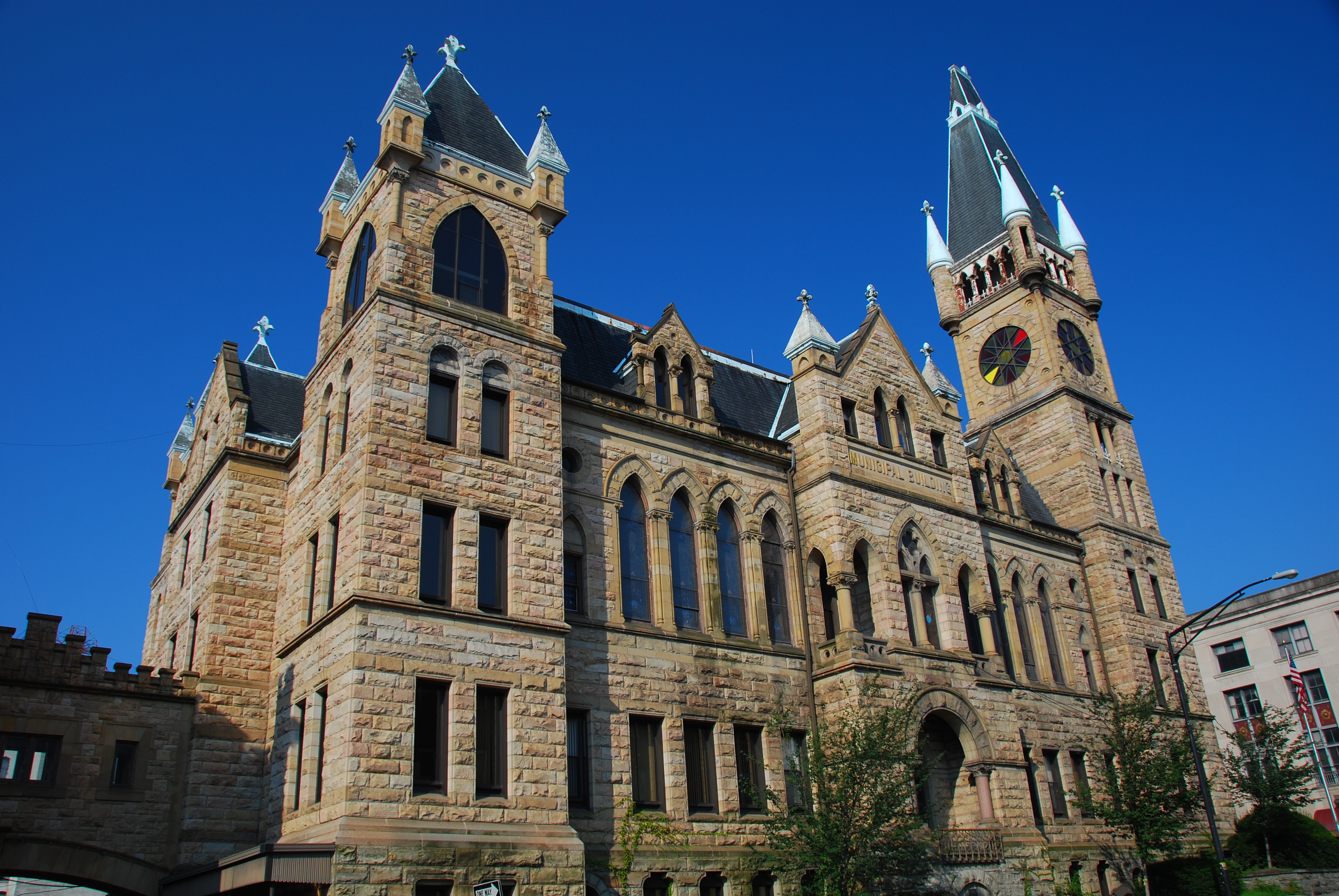
Altra foto del municipio di Scranton
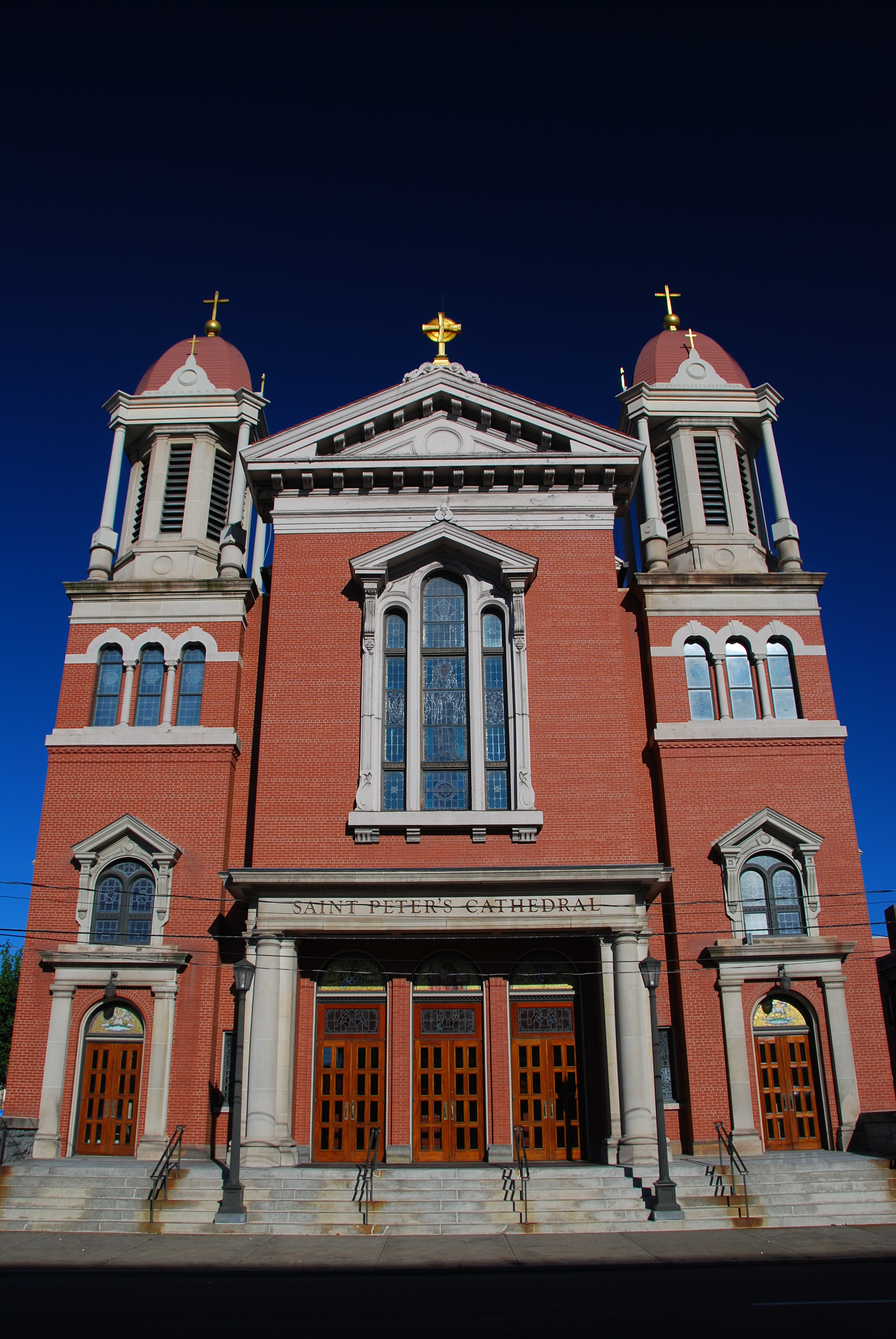
Cattedrale di San Pietro
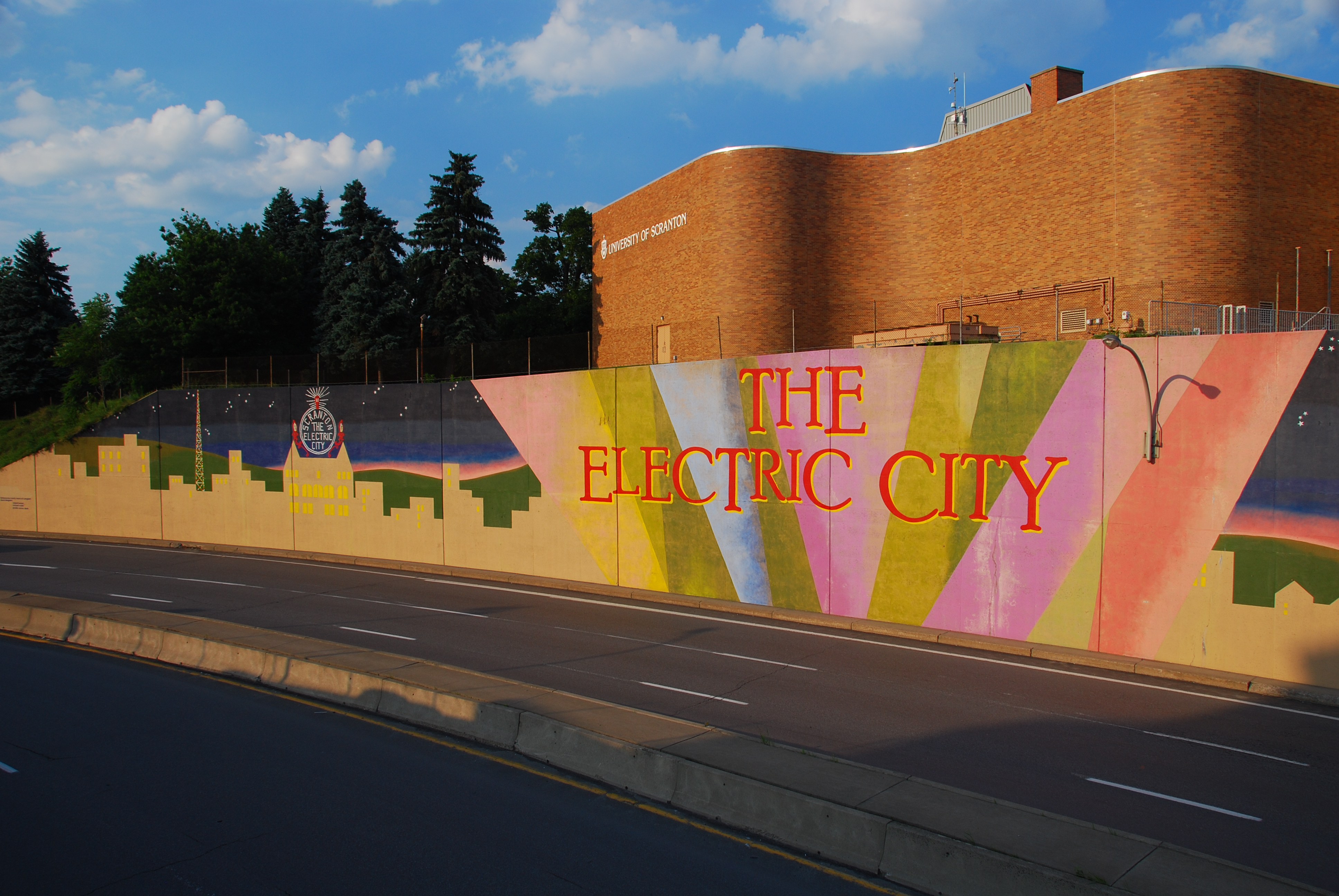
Murale "Electric City"
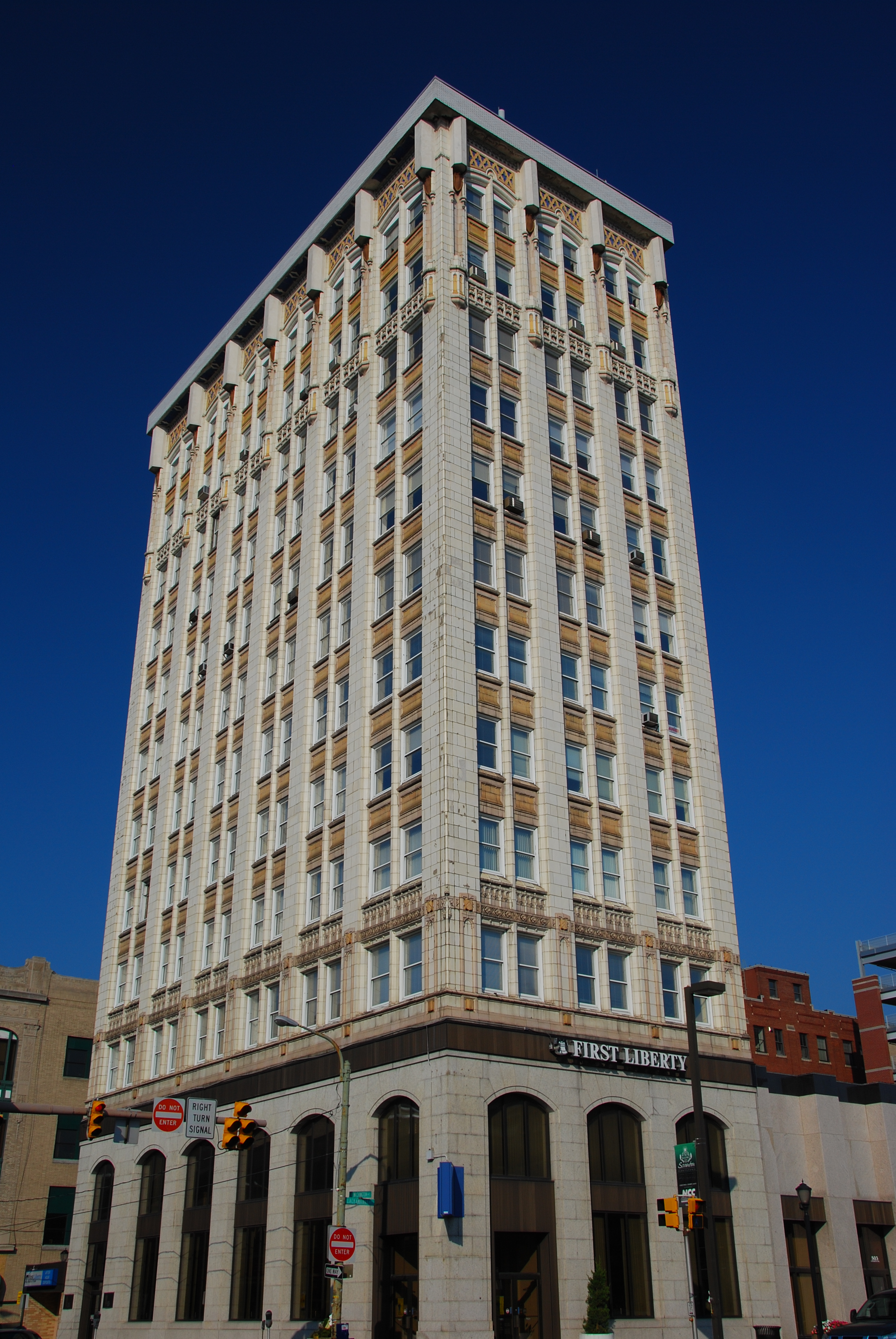
First Liberty Building
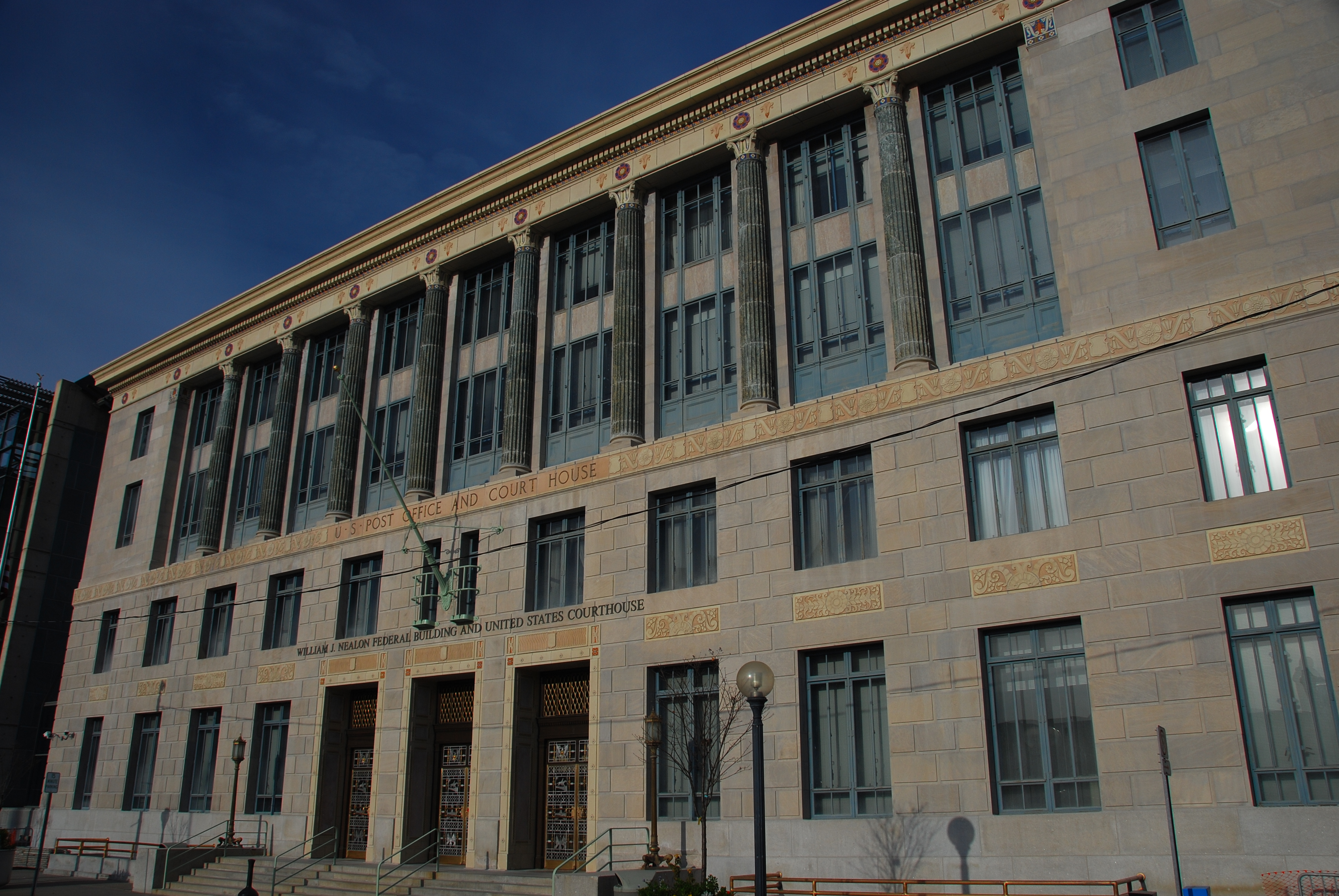
Ufficio postale e edificio federale
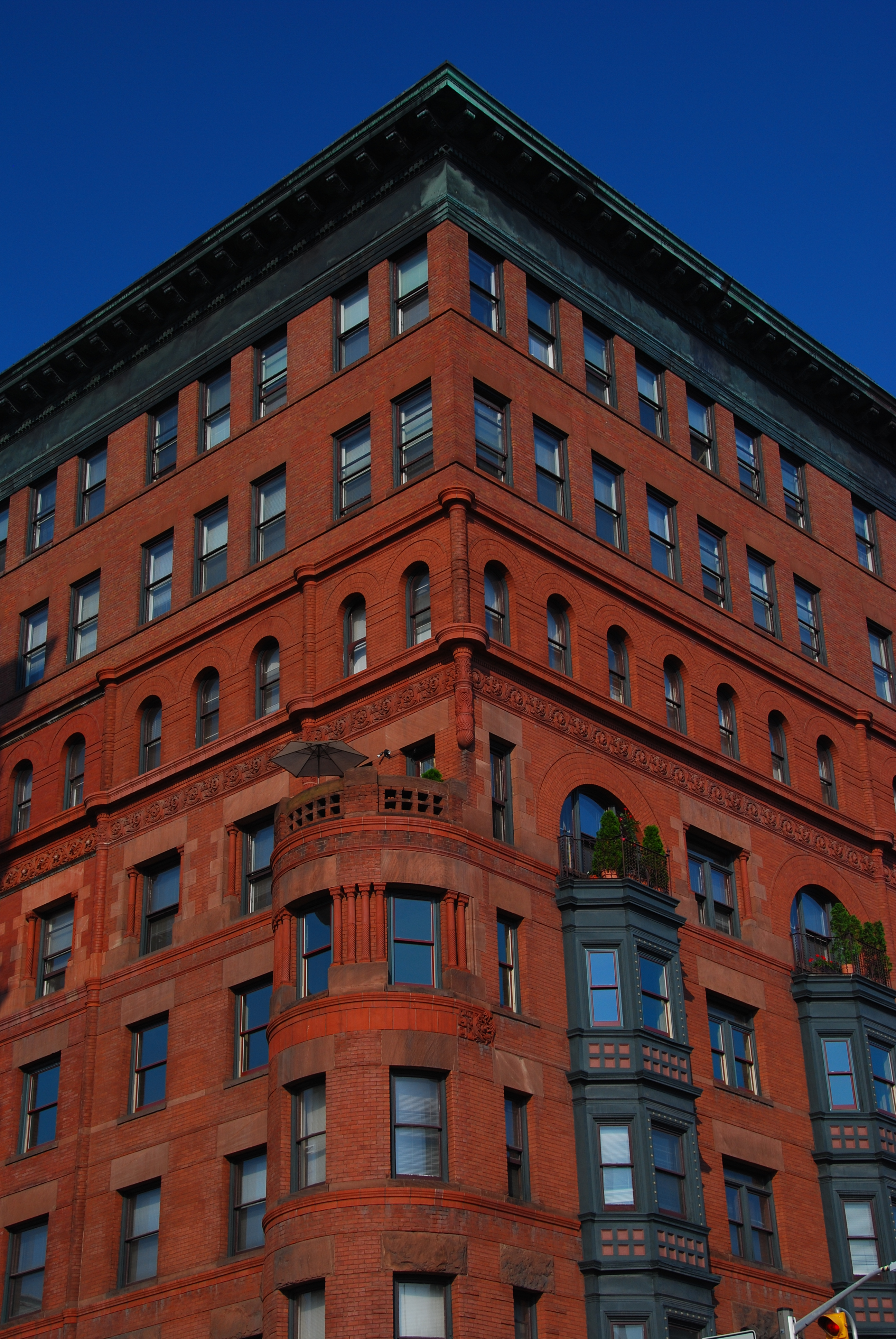
Palazzo Brooks
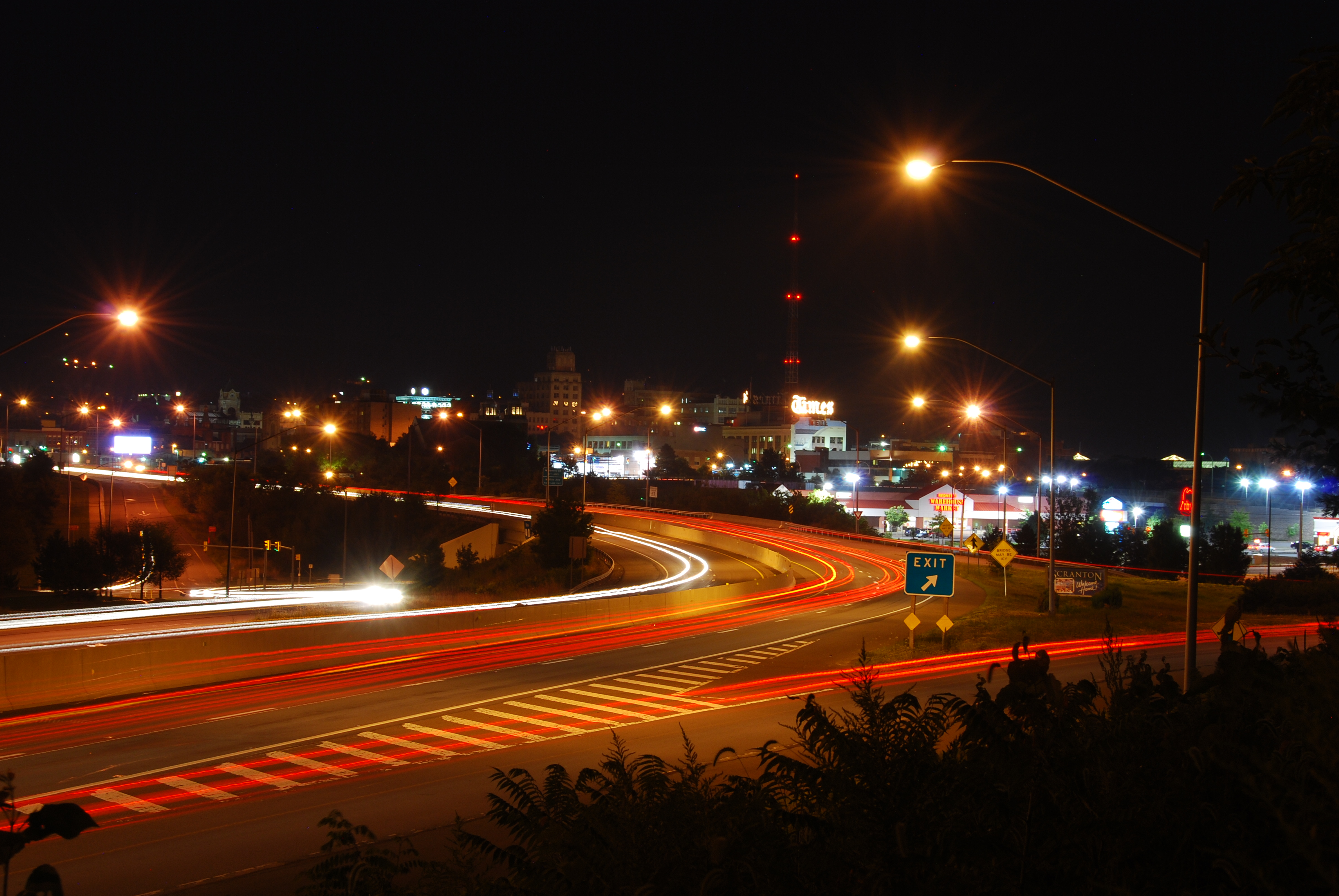
Scranton di notte
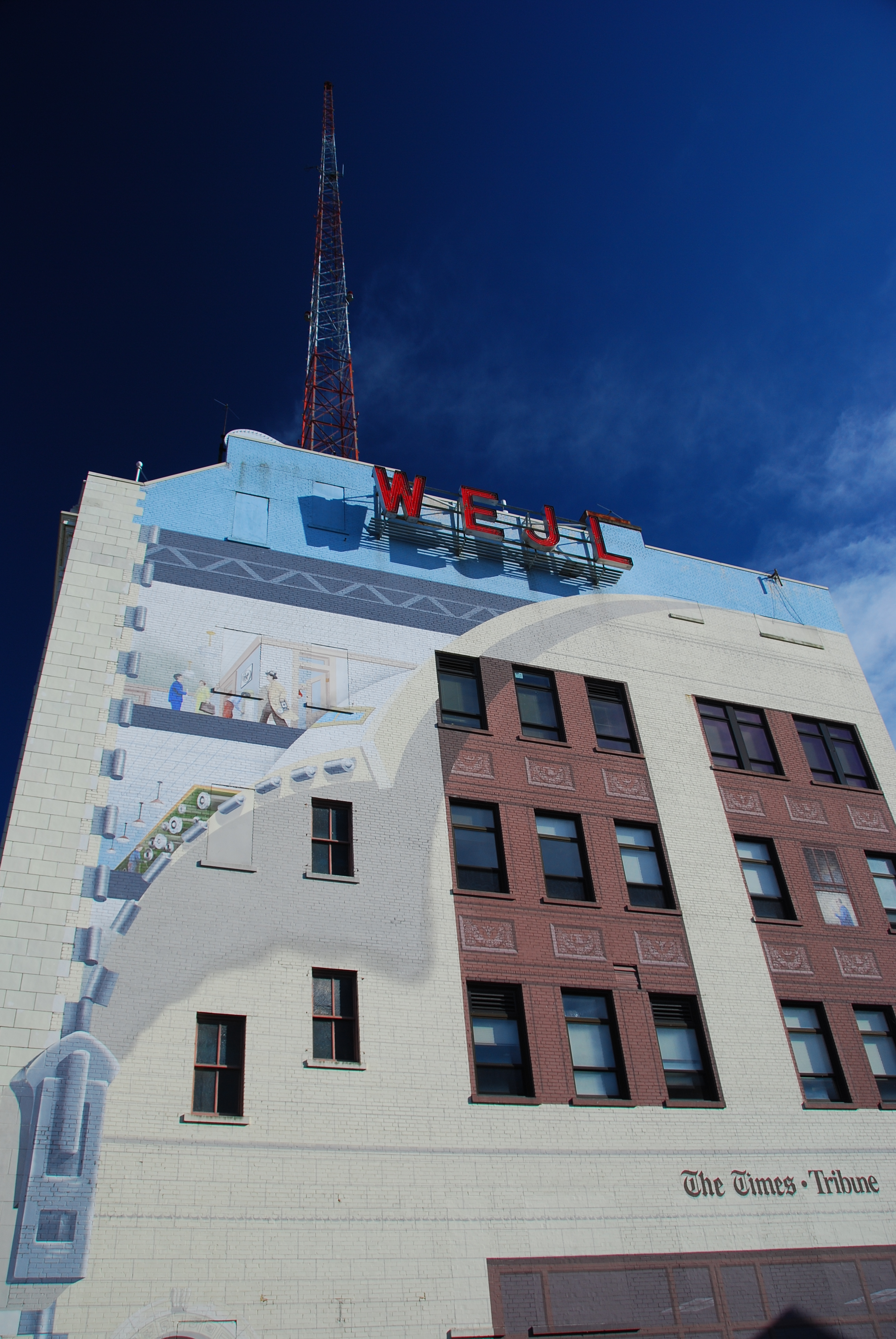
Palazzo del Times